# Artere metatarsiene plantare
Arterele metatarsiene plantare (ramuri digitale) sunt patru la număr, care pleacă din convexitatea arcului plantar. Acestea au traseul înainte între oasele metatarsiene și în contact cu interossei. Acestea sunt situate în al patrulea strat al piciorului.
Fiecare se împarte într-o pereche de artere digitale plantare care alimentează cele patru rețele și părțile adiacente ale degetelor.
Aproape de punctele lor de diviziune fiecare trimite în sus o ramură perforantă anterioară pentru a se uni cu artera metatarsiană dorsală corespunzătoare.
Prima arteră metatarsiană plantară (arteria princeps hallucis) izvorăște din joncțiunea dintre arterele plantare laterale și profunde și trimite o ramură digitală către partea medială a primului deget.
Ramura digitală pentru partea laterală a celui de-al cincilea deget de la picior apare din artera plantară laterală lângă baza celui de-al cincilea os metatarsian.